# دماغ (قنبد قابوس)
دماغ (بالفارسية: دماغ) هي قرية تقع في غلستان في إيران. يقدر عدد سكانها بـ 286 نسمة .